# Psionex
Psionex est un groupe de super-vilains créés par Marvel Comics. Il est apparu pour la première fois dans New Warriors vol.1 #4.

## Origine
Ce groupe fut créé par la corporation Gentech, qui cherchait à développer des êtres dotés de super-pouvoirs, par des moyens biologiques, chimiques ou génétiques.
Ils furent vaincus par les New Warriors.
Plus tard, se sentant prisonniers de la corporation, il s'échappèrent. Leur fuite mena à la renaissance de Terrax. 
Enjôleuse devint serveuse dans un bar, et Coronaire retourna apprendre à contrôler ses pouvoirs chez Genetech. Asylum disparut après un combat contre Nova dans Central Park.
L'équipe fut récupérée par Genetech, qui en fit une équipe de vigilants. Mais à la suite de la mort d'un jeune garçon, tué par le nouvel Asylum, un homme cette fois-ci, ce dernier se livra aux autorités.
Depuis, tous les membres sauf Asylum ont rejoint les Thunderbolts à la suite du crossover Civil War.

### Dark Reign
À la création du Camp H.A.M.M.E.R., les membres de Psionex furent vite récupérés par Norman Osborn, qui les intégra à l'Initiative en tant qu'équipe fédérale du Maryland.

## Composition
- Asylum (qui devint par la suite Darkling) : génère un champ d'«énergie noire» autour de lui, qui lui permet de capturer toute personne s'en approchant et de lui faire vivre ses plus profonds cauchemars. Ce pouvoir, non mortel à priori, a pourtant tué un enfant, affaibli par un problème cardiaque.
- Coronaire (James Sharp) :  Bio-télépathe au corps cristallin, pouvant être brisé puis re-assemblé. Sa masse et sa taille se sont accrues avec le temps. Son pouvoir mental lui permet de faire dormir ou rendre malade.
- Mathemanic (Thomas Sorenson) : possède un pouvoir télépathique qui lui permet de modifier les principes fondamentaux de l'univers (pesanteur, etc.). Cela lui a déjà permis de modifier la perception du temps de toute la planète, afin de rester le même jour 5 jours de suite.
- Impulse (Dwight Hubbard) : possède une force et des réflexes accrus. Son costume est équipé de pointes recouvertes de poison affaiblissant.
- Enjôleuse (Heidi Franklin) : possède des pouvoirs psioniques lui permettant de jouer avec les hormones sexuelles de son corps et ainsi d'attirer et d'affaiblir les hommes.